# Айхштетт
Айхштетт, Эйхштетт (нем. Eichstätt) — город в Германии, районный центр, расположен в земле Бавария. Также является самым маленьким университетским городом Европы.
Подчинён административному округу Верхняя Бавария. Входит в состав района Айхштетт. Население составляет 13 835 человек (на 31 декабря 2009 года). Занимает площадь 47,84 км². Официальный код — 09 1 76 123.

## Население
По оценке на 31 декабря 2015 года население общины Айхштетт составляет 13 407 чел. 

| Дата      | 1840 | 1871 | 1900 | 1925 | 1939  | 1950  | 1961  | 1970  | 1987  | 2011  |
| --------- | ---- | ---- | ---- | ---- | ----- | ----- | ----- | ----- | ----- | ----- |
| Население | 8453 | 8586 | 9488 | 9782 | 10092 | 12879 | 12485 | 12958 | 11978 | 13150 |

| Год       | 1960  | 1970  | 1980  | 1990  | 2000  | 2009  | 2010  | 2011  | 2012  | 2013  | 2014  | 2015  |
| --------- | ----- | ----- | ----- | ----- | ----- | ----- | ----- | ----- | ----- | ----- | ----- | ----- |
| Население | 12708 | 12818 | 14281 | 12451 | 12944 | 13835 | 13788 | 13189 | 13146 | 13155 | 13300 | 13407 |

## Достопримечательности
- Замок Виллибальдсбург

## Города-побратимы

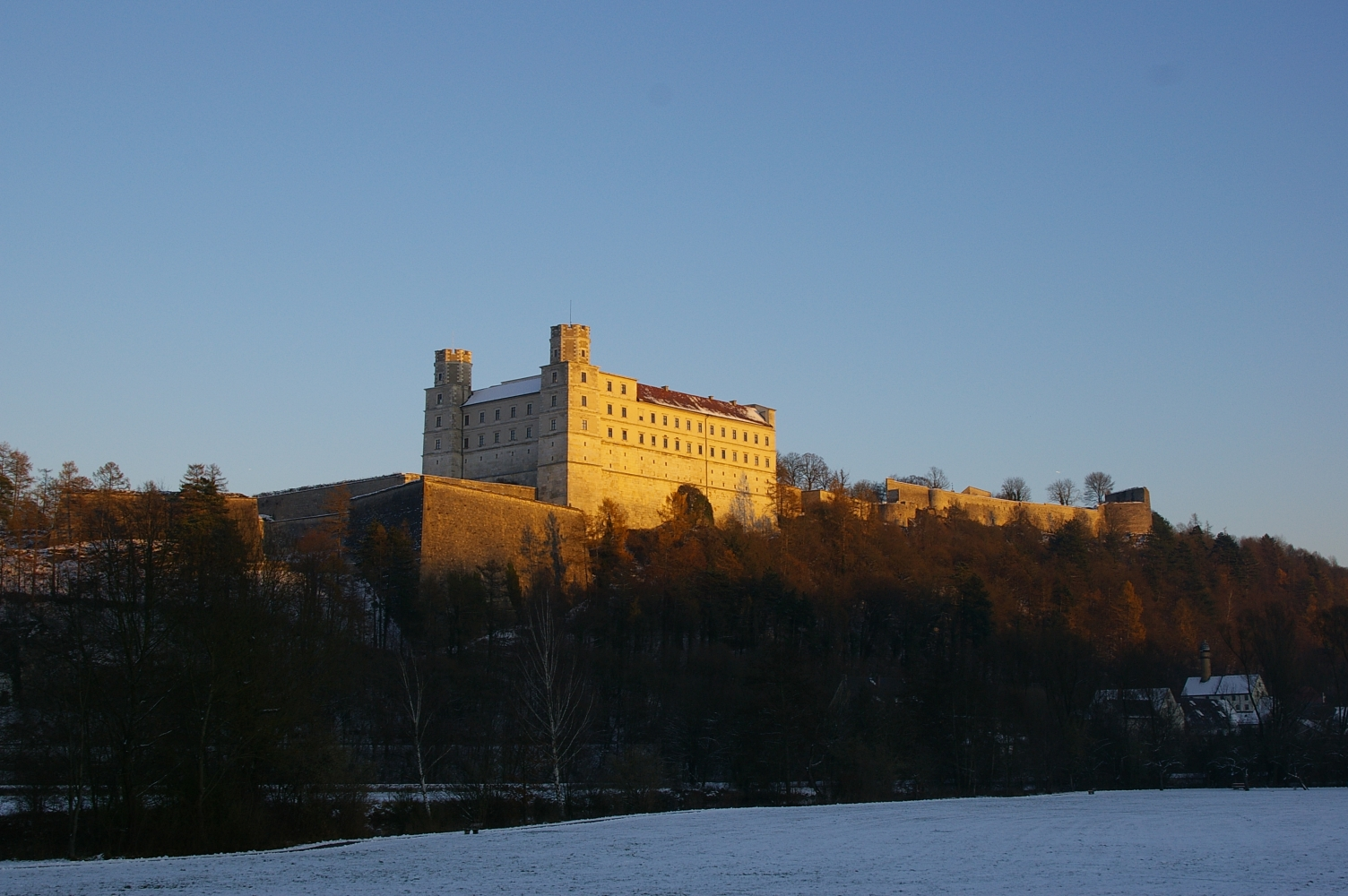
Айхштеттский замок

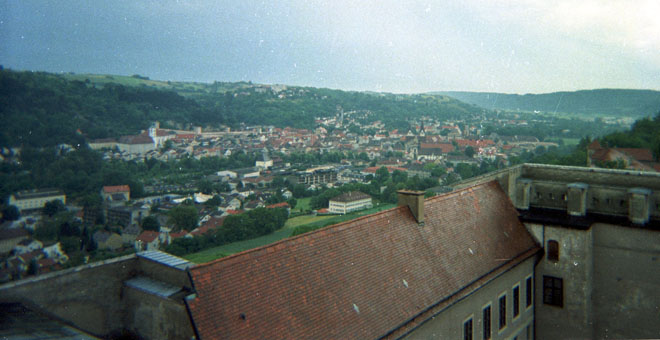
Айхштетт

- Вестенанова, Италия
- Храстава, Чехия